# アルルの女 (ジヌー夫人)

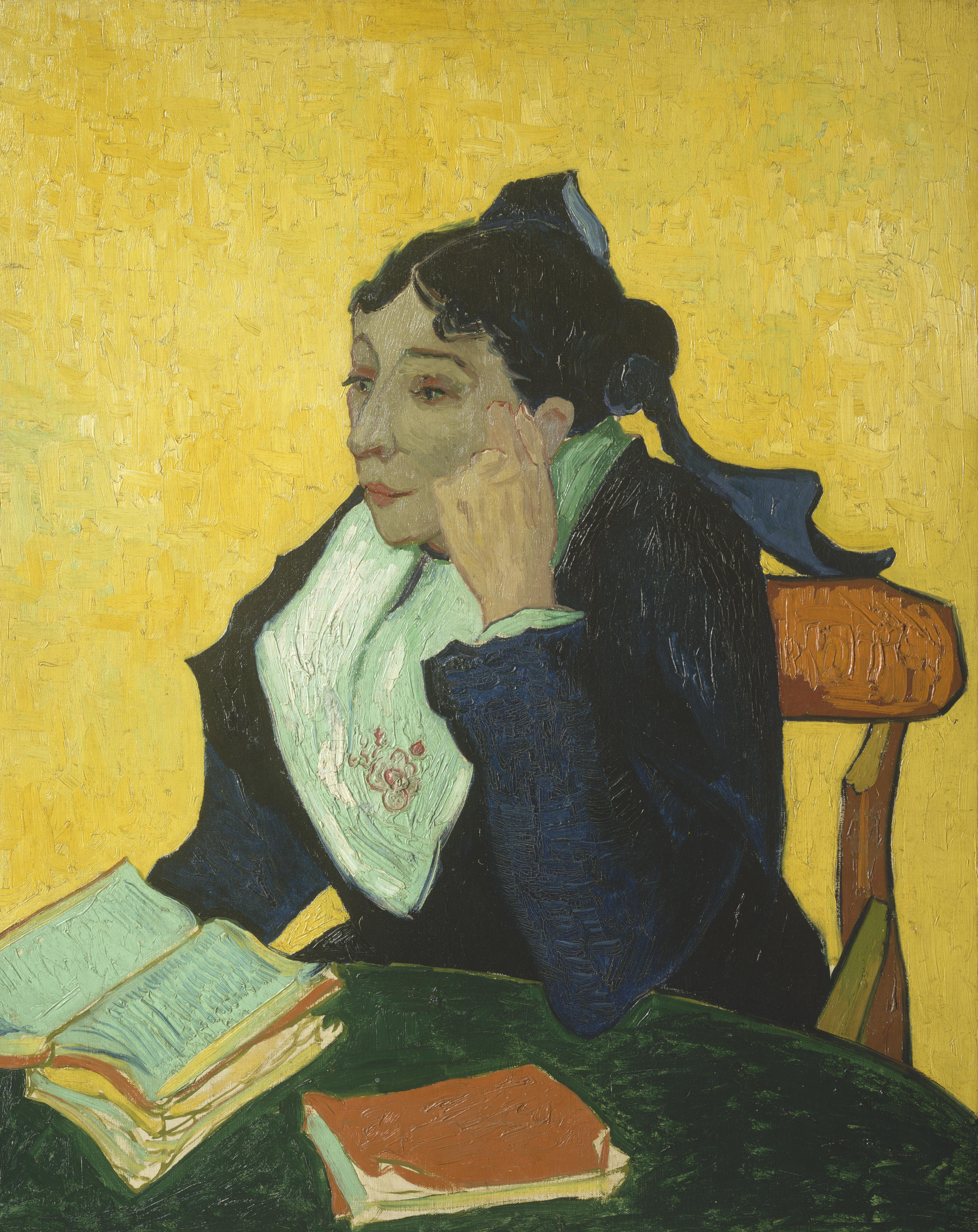
アルルの女（ジヌー夫人）(1888 又は 1889）メトロポリタン美術館蔵。

アルルの女（ジヌー夫人）とは、1888年から1890年にかけてフィンセント・ファン・ゴッホによって描かれた一連の絵画。油彩。単に「アルルの女」とのタイトルが付されていることがある。
モデルは、ゴッホが出入りしたフランス・アルルのカフェの経営者であったとされる。
1888年から制作されたバージョンは2枚が知られており、それぞれオルセー美術館とメトロポリタン美術館に収蔵されている。
1890年以降の別バージョンの構図はポール・ゴーギャンが1888年に描いた素描が基とされ、ゴッホの筆による同様の構図の絵が複数（4点とされる）ある。そのうちで特に傑作とされるものが、衣服がピンク色の1点である（他の3点は衣服が黒い暗色である）。
衣服がピンク色の作品は個人蔵であったが、2006年5月にニューヨークのクリスティーズでの競売で、4033万6000ドルの高額で落札された。落札者は明らかにされていないため、再び個人蔵となったものと思われる。